# Kambangan (eiland)

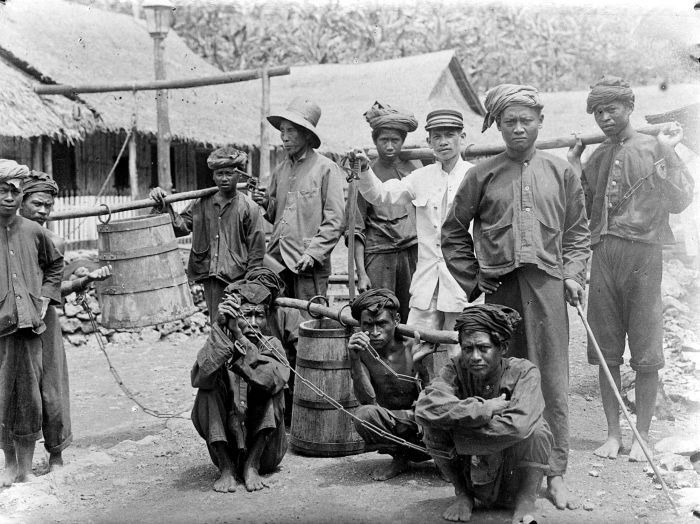
Veroordeelden tewerkgesteld op Noesa Kambangan (1900-1926).

Kambangan (Indonesisch: Nusa Kambangan) is een klein eiland van Indonesië in de Indische Oceaan. Het ligt ten zuiden van Java en wordt gescheiden door een smalle strook water.

## Gevangeniseiland
Het eiland, ook wel het Alcatraz van Indonesië genoemd, wordt in 1608 al als een verbanningsoord gebruikt door de vorst van Mataram. Ook tijdens de Nederlandse kolonisatie werd Kambangan als gevangeniseiland gebruikt. Er werden politieke gevangenen uit Atjeh heen gestuurd, en ook onder Soekarno en Soeharto bleef het een gevangeniseiland.
Er zijn negen gevangenissen gebouwd op het eiland, waarvan er vier nog in gebruik zijn:
- Permisan gevangenis, gebouwd in 1908,
- Batu gevangenis, gebouwd in 1925,
- Besi gevangenis, gebouwd in 1929,
- Kembangkuning gevangenis, gebouwd in 1950.

Er zijn ook nog vijf inactieve gevangenissen:
- Nirbaya gevangenis, gebouwd in 1912,
- Karanganyar gevangenis, gebouwd in 1912,
- Karangtengah gevangenis, gebouwd in 1928,
- Gliger gevangenis, gebouwd in 1929,
- Limusbuntu gevangenis, gebouwd in 1935.

Al deze gevangenissen zijn gebouwd tijdens de Nederlandse overheersing, met uitzondering van de Kembangkuning gevangenis, welke gebouwd is na de Indonesische onafhankelijkheid. De Batu gevangenis is de meest bekende gevangenis.

## Natuur
Sedert 1923 is het ook een natuurmonument, onder meer vanwege het daar voorkomen van een bloem, Wijaya Kusuma, die gebruikt werd bij de kroningsrituelen van Mataram. De functies van natuurmonument en gevangenis versterkten elkaar uiteraard, omdat in beide gevallen mensen van buiten geweerd worden.